# Adil Auassar
Adil Auassar (Dordrecht, 6 oktober 1986) is een Marokkaans-Nederlandse voetballer die doorgaans als middenvelder speelt. Hij tekende in juli 2018 een contract bij Sparta Rotterdam.

## Spelerscarrière
Auassar speelde in de jeugd van achtereenvolgens VV Groote Lindt, Sparta Rotterdam en vanaf 2003 FC Dordrecht. Bij laatstgenoemde club debuteerde hij in het seizoen 2005/06 in het betaald voetbal, in de Eerste divisie. Het volgende seizoen stond hij bijna elke wedstrijd in de basis.
Auassar verruilde Dordrecht in de zomer van 2007 voor VVV-Venlo, dat zijn nog twee seizoenen doorlopende contract afkocht. Hiermee speelde hij voor het eerst in de Eredivisie. Dat duurde één jaar, want datzelfde seizoen degradeerde hij met de club naar de Eerste divisie. Daarin werd hij in 2008/09 kampioen met VVV, waardoor de club weer promoveerde. In 2009/10 eindigde hij met zijn ploeggenoten als nummer twaalf van Nederland.
Auassar verkaste in 2010 transfervrij naar Feyenoord. Hij maakte zijn debuut voor de Rotterdammers tijdens een met 10-0 verloren wedstrijd uit bij PSV. Hij kwam bij een 7–0 tussenstand in het veld voor Luc Castaignos. In totaal kwam hij tot 68 minuten verdeeld over drie wedstrijden voor Feyenoord, dat hem in het seizoen 2011/12 verhuurde aan RKC Waalwijk. Na de verhuurperiode was Auassar transfervrij en tekende hij een eenjarig contract bij De Graafschap en keerde hij zodoende terug in de Eerste divisie.
Na één jaar bij De Graafschap tekende Auassar in 2013 bij competitiegenoot Excelsior. Daarmee dwong hij via de play-offs 2014 promotie af naar de Eredivisie. Hierin werd hij vervolgens twee jaar op rij vijftiende met zijn teamgenoten, één plek boven de degradatiestreep.
Excelsior bood Auassar in 2016 een contractverlenging tot medio 2019 aan, maar hier ging hij niet op in. In plaats daarvan tekende hij in juni 2016 tot medio 2019 bij Roda JC Kerkrade, de nummer veertien van de Eredivisie in het voorgaande seizoen. Dat lijfde hem transfervrij in. Met Roda JC degradeerde Auassar in 2018 naar de Eerste divisie.
Ondanks een doorlopend contract kon Auassar Roda JC verlaten door een clausule in zijn contract. Hij maakte hier gebruik van en tekende voor twee seizoenen bij het eveneens gedegradeerde Sparta Rotterdam. Sparta sloot het seizoen af met een tweede plaats. In de play-offs werd gewonnen van TOP Oss en De Graafschap waardoor Sparta alsnog promoveerde naar de Eredivisie. Auassar scoorde het beslissende doelpunt in de finale tegen De Graafschap.

## Clubstatistieken
| 2005/06                            | FC Dordrecht     | Eerste divisie  | 11  | 0  | 0  | 0 | —  | — | 11  | 0  |
| 2006/07                            | FC Dordrecht     | Eerste divisie  | 30  | 3  | 1  | 1 | 4  | 0 | 35  | 4  |
| 2007/08                            | FC Dordrecht     | Eerste divisie  | 4   | 0  | 0  | 0 | —  | — | 4   | 0  |
| 2007/08                            | VVV-Venlo        | Eredivisie      | 21  | 1  | 1  | 0 | 3  | 0 | 25  | 1  |
| 2008/09                            | VVV-Venlo        | Eerste divisie  | 15  | 0  | 1  | 0 | —  | — | 16  | 0  |
| 2009/10                            | VVV-Venlo        | Eredivisie      | 33  | 4  | 2  | 0 | —  | — | 35  | 4  |
| 2010/11                            | Feyenoord        | Eredivisie      | 3   | 0  | 0  | 0 | 0  | 0 | 3   | 0  |
| 2011/12                            | → RKC Waalwijk   | Eredivisie      | 19  | 1  | 3  | 1 | 0  | 0 | 22  | 2  |
| 2012/13                            | De Graafschap    | Eerste divisie  | 27  | 2  | 2  | 0 | 4  | 0 | 33  | 2  |
| 2013/14                            | Excelsior        | Eerste divisie  | 33  | 3  | 3  | 0 | 4  | 0 | 40  | 3  |
| 2014/15                            | Excelsior        | Eredivisie      | 31  | 4  | 5  | 2 | —  | — | 36  | 6  |
| 2015/16                            | Excelsior        | Eredivisie      | 34  | 2  | 2  | 0 | —  | — | 36  | 2  |
| 2016/17                            | Roda JC          | Eredivisie      | 29  | 2  | 0  | 0 | 3  | 0 | 32  | 2  |
| 2017/18                            | Roda JC          | Eredivisie      | 29  | 2  | 3  | 0 | 2  | 0 | 34  | 2  |
| 2018/19                            | Sparta Rotterdam | Eerste divisie  | 35  | 2  | 1  | 0 | 4  | 2 | 40  | 4  |
| 2019/20                            | Sparta Rotterdam | Eredivisie      | 23  | 2  | 2  | 0 | —  | — | 25  | 2  |
| 2020/21                            | Sparta Rotterdam | Eredivisie      | 30  | 0  | 0  | 0 | 1  | 0 | 31  | 0  |
| 2021/22                            | Sparta Rotterdam | Eredivisie      | 32  | 3  | 1  | 0 | —  | — | 33  | 3  |
| 2022/23                            | Sparta Rotterdam | Eredivisie      | 29  | 0  | 1  | 0 | 3  | 0 | 33  | 0  |
| Carrière totaal                    | Carrière totaal  | Carrière totaal | 368 | 31 | 28 | 4 | 28 | 2 | 424 | 37 |
| Bijgewerkt tot en met 31 juli 2023 |                  |                 |     |    |    |   |    |   |     |    |

## Trainerscarrière
Nadat Auassar in 2023 zijn spelersloopbaan beëindigde werd hij door Henk Fraser, zijn voormalige trainer bij Sparta, naar RKC Waalwijk gehaald om daar diens assistent te worden samen met Geert Arend Roorda.